# 오토두스 추부텐시스

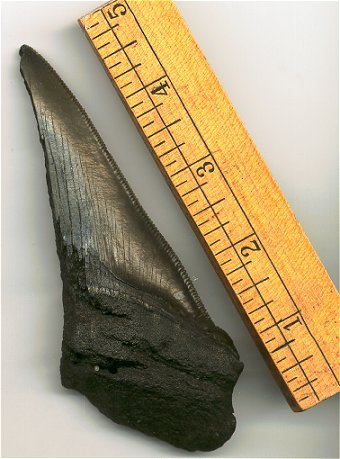

오토두스 추부텐시스(학명:Otodus chubutensis)는 악상어목 오토두스과에 속하는 물고기이다. 지금은 멸종된 고대의 상어로 몸길이가 최대 13.5m인 거대 상어이다.

## 특징
오토두스 추부텐시스는 고대의 그리스어로 귀 모양의 이빨이라는 이름을 가진 어종으로 친적인 메갈로돈과 함께 당대의 바다를 호령하는 대형 상어였다. 이름에 걸맞게 귀 모양과 매우 흡사한 이빨을 가지고 있으며 이빨에는 톱니 모양의 흠이 나 있는 것이 특징이다. 다른 알려진 거대한 상어와 마찬가지로 오토두스 추부텐시스는 분쟁이 남아있으며 메갈로돈과 거의 동일한 시대에 살았던 어종이기 때문에 모포 종으로 간주가 되는 종이다. 등지느러미는 2개이지만 매우 크게 잘 발달된 제1등지느러미와는 달리 제2등지느러미는 매우 작은 편이였다. 먹이로는 당대에 살았던 고래, 돌고래 및 해양 포유류와 두족류, 갑각류, 어류를 주로 섭이하는 육식성물고기일 것으로 추정한다.

## 생존시기와 서식지와 화석의 발견
오토두스 추부텐시스가 살았던 시기는 신생대의 올리고세, 마이오세, 플리오세에 살았던 어종으로 지금으로부터 약 2800만년전에서 500만년까지 생존했던 종이다. 생존시기에 서식지로는 동부 태평양과 대서양에 주로 서식했을 것으로 추정되는 어종이다. 화석의 발견은 북아메리카, 남아메리카, 아프리카, 유럽에서 발견이 되었으며 1843년에 스위스의 고생물학자이자 자연학자인 루이 아가시즈에 의해 처음으로 발견이 되어 명명이 된 종이다.

## 같이 보기
- 악상어목
- 화석